# La Bullonera
La Bullonera és un duo de música aragonesa, molt actiu en els anys 70. Destacava fent cançó protesta i versions de folklore popular, amb lletres plenes d'ironia i sàtira. El seu nom inicial era Vientos del Pueblo, però després de diversos canvis en la formació, va quedar titulada sota el nom aragonès de la Bullonera i compost per Javier Maestre i Eduardo Paz.
El 6 de març de 1973 van participar en la 1a Setmana Cultural aragonesa, al costat d'altres artistes com Tomás Bosque, Labordeta o Joaquín Carbonell. El 9 de maig de 1976 van representar a Aragó juntament amb Labordeta en el Festival dels Pobles Ibèrics.
Després del seu àlbum Punto de 1980 es van separar, encara que van continuar reunint-se ocasionalment per a actuacions concretes.
Entre els seus temes destaca la cançó Ver para Creer convertida en un autèntic himne sobre les gents i l'aigua d'Aragó, amb lletra de José Antonio Rey del Corral.

## Discografia
- 1976: La Bullonera.
- 1977: La Bullonera 2.
- 1979: La Bullonera 3.
- 1980: Punto.
- 1983: Del folklore aragonés: homenaje a Arnaudas.
- 2003: La Bullonera: discografía bàsica.
- 2009: Vayatrés Amb Joaquín Carbonell i José Antonio Labordeta.